# Казачьи клейноды

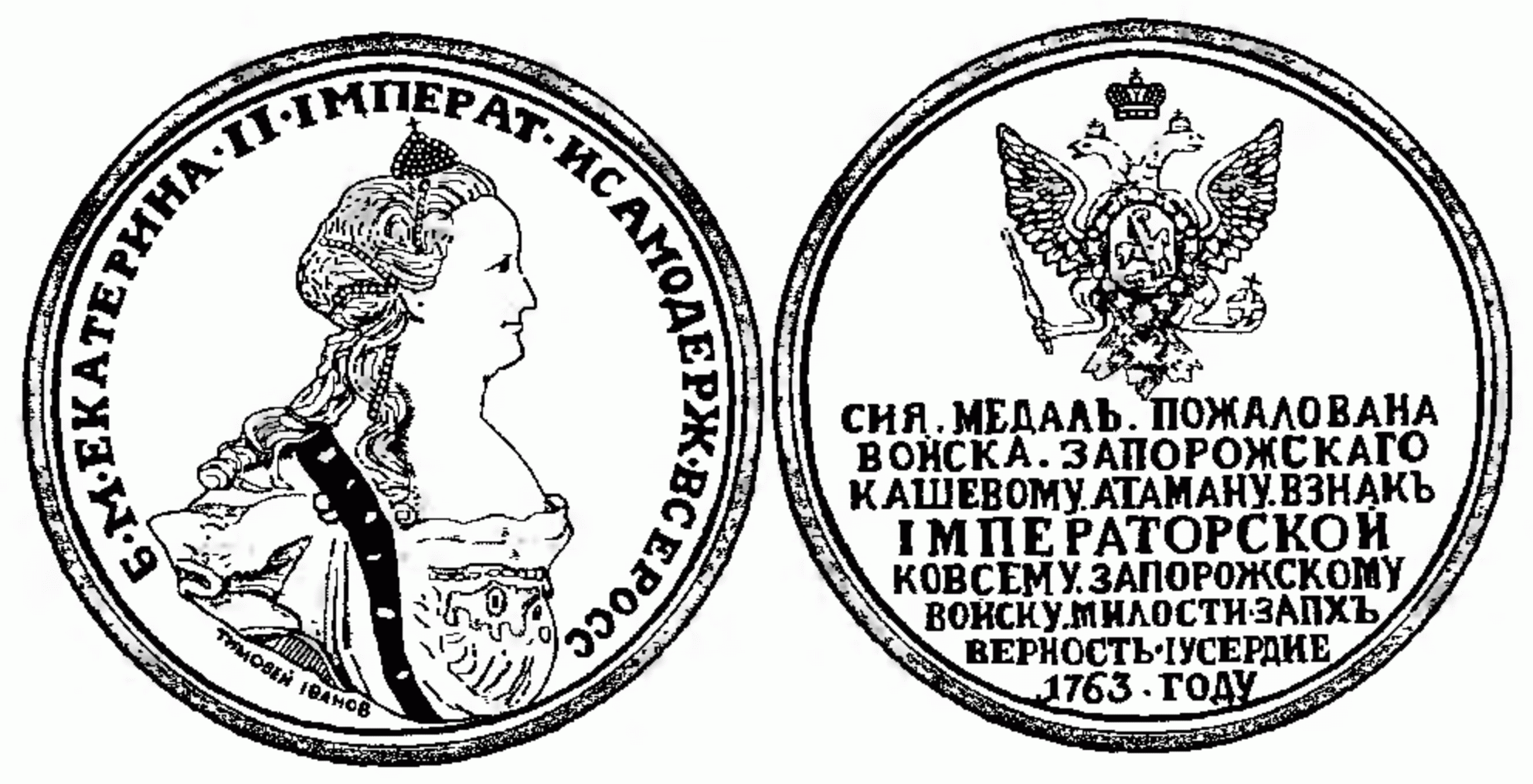
Настольная медаль, пожалованная кошевому атаману войска Запорожского императрицей Екатериной Великой в 1763 году, «в знакъ Iмператорской ко всему Запорожскому войску милости за ихъ верность i усердие». Прорись. 65 мм. Серебро. 1763 год

Каза́чьи клейно́ды, клейно́ды, клейно́ты (от нем. kleinod — сокровище, драгоценность),  — войсковые знаки или атрибуты власти руководителей казачьего войска (часто — драгоценные).

## Войсковые клейноды
Обычно, войсковыми казачьими клейнодами являются:
- Знамя (хору́гвь) — символ войсковой (и полковой) организации. Обычно хранилось в Войсковом храме и выносилось в особо важных случаях (праздник, похороны атамана).
- Бунчу́к — знак ставки, символ атамана на походе, принадлежал войсковому соединению. В мирное время хранился в храме. Войсковой бунчук был сделан из волоса конского хвоста.
- Булава́ — символ военной власти, которой наделён атаман (гетман).
- Насе́ка — посох с металлическим навершием, на котором первоначально насекались имена атаманов. Символ гражданской власти атаманов всех степеней.
- Па́лица, украшенная серебряными кольцами — символ войскового судьи.
- Перна́ч — символ власти полковника.
- Войсковая печать — в Войске Запорожском символ полномочий писаря, в войске Донском атрибут атамана.
- а также литавры, пушки, значки, по́сохи (тро́сти), и другое.

Каждый из клейнодов составлял принадлежность какого-либо должностного лица в казачьем войске. В разных казачьих войсках существовали некоторые отличия в предназначении и составе клейнодов. Так, например, войсковая печать, которой скреплялись все войсковые документы, была символом полномочий писаря в Войске Запорожском, а в Войске Донском печать (на рукояти или перстне) вручалась атаману при выборах.

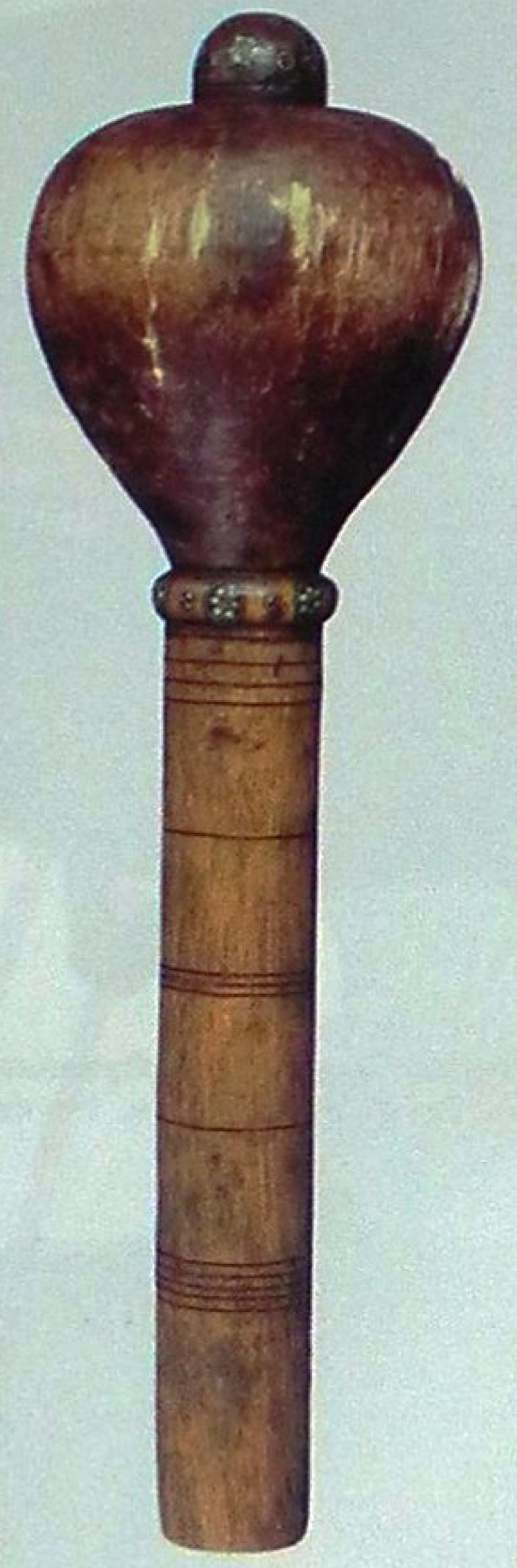
Булава гетмана Б. М. Хмельницкого, XVII век.

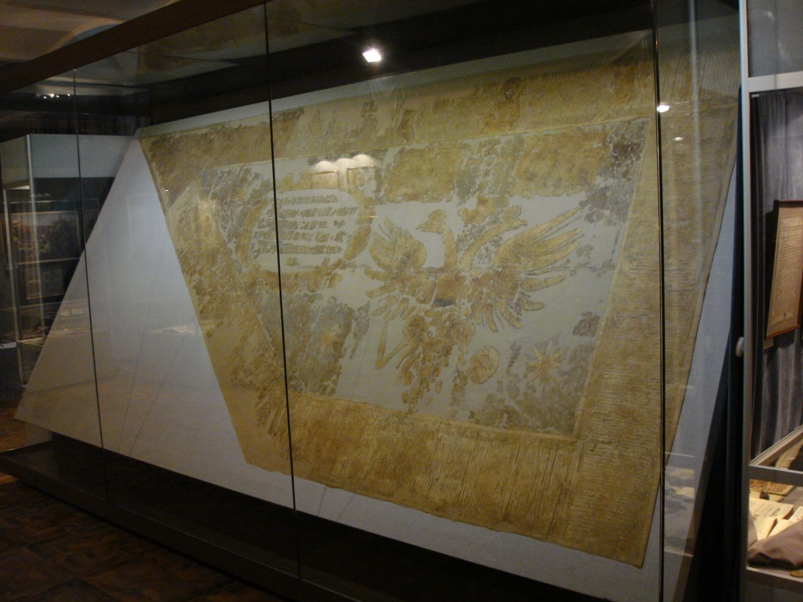
Гетманский флаг

## Клейноды Войска Запорожского
В XVII веке вошло в обыкновение называть знаки достоинства гетмана и вообще символы Войска Запорожского, в первую очередь булаву, бунчук, знамя и печать, а также литавры и арматы (пушки). Свидетельств источников, документальных и повествовательных, а равно материальных и изобразительных, об этих знаках сохранилось немного и при этом они имеют характер отрывочных и кратких сообщений или упоминаний.
По летописям, клейнодами Войска Запорожского являлись: «коро́гва королевская, златописанная», бунчук, булава, палица, печать «сре́бная» (серебряная), «котли медные великие с добошем» (литавры), арма́ты (пушки), пернач, значки и трости. Впервые клейноды пожалованы запорожскому войску Стефаном Баторием в 1576 году, позднее русскими государями, как признаки независимого существования низовых казаков. Затем клейноды запорожцам жаловали и русские императоры (императрицы): в 1708 году — Пётр I, в 1734 году — Анна Иоанновна, в 1763 году — Екатерина II.
Каждый из клейнодов составлял принадлежность одного лица. Все они хранились, исключая «палок до литавр» и «войсковых армат», или в сечевой Покровской церкви, или в войсковой скарбни́це (казне), откуда выносились только по особому приказу атамана. «Палки до литавр» находились всегда в курене войскового до́вбыша (барабанщика), а арматы — в цейхгаузе или сечевой пушкарке. Теперь клейноды можно видеть в музеях частных и учёных обществ (особенно в Одесском музее истории и древностей, в музее Московской оружейной палаты и других).

Воспоминания запорожца
… Каждые полгода они выбирали военачальника, кошевого, который, отправившись в церковь, торжественно принимал знаки своего достоинства, получаемые им от русской государыни и состоявшие из особой шапки, булавы, пернача, трости и бунчука. …— Жильбер Ромм. Путешествие в Крым в 1786 г.
После ликвидации Войска Запорожского в 1775 году его войсковые клейноды были отправлены в Санкт-Петербург, где хранились в Зимнем дворце и Спасо-Преображенском всей гвардии соборе.

## Клейноды Войска Донского
Пётр I, за заслуги при усмирении астраханского бунта, пожаловал, в 1706 году, Донскому Войску войсковые клейноды: пернач, бунчук и знамя большое, а еще ранее, в 1704 г. — насеку. В 1776 г. Екатерина II пожаловала булаву, бунчук и насеку для атамана.

## Клейноды Кубанского казачьего войска
- 2 серебряные литавры, пожалованные 30 июня (11 июля) 1790 года.
- 2 большие серебряные трубы, без надписи.
- Булава атаманская серебряная, пожалованная запорожцам в 1763 году и переданная Черноморскому войску в 1788 году.
- 2 булавы медных, больших.
- 14 булав медных, малых.
- 5 перначей серебряных, больших.
- 18 перначей медных, малых.
- Насека «Насека Кубанского Войска 1904 года», пожалованная 2 (15) июня 1904 года.

## Комментарии
1. ↑  На Смоленщине, в Твери и в переводе с укр.  — хоругвь. Здесь имеется в виду — знамя.
2. ↑  Совр. укр. — гарма́ти